# Albert Bridge
L'Albert Bridge è un ponte stradale, che attraversa il Tamigi tra Chelsea e Battersea a Londra, in Inghilterra. Chiamato in memoria del Principe Alberto di Sassonia-Coburgo-Gotha, è lungo 216 metri e largo 12,5 metri.
Il ponte è un monumento classificato dall'English Heritage di Grade II. È un ponte sospeso ed è più debole degli altri ponti sul Tamigi. Come conseguenza, il ponte è chiamato la dama tremante dai locali; e, più curiosamente, si trovano segnali di obbligo sugli accessi al ponte che obbligano truppe a rompere il passo (cioè, a non marciare in ritmo) quando traversano il ponte.